# Bulbophyllum pachytelos
Bulbophyllum pachytelos là một loài phong lan thuộc chi Bulbophyllum.